# Haplocladium persistens
Haplocladium persistens là một loài rêu trong họ Thuidiaceae. Loài này được (Müll. Hal.) Broth. mô tả khoa học đầu tiên năm 1907.